# Dircenna chloromeli
Dircenna chloromeli är en fjärilsart som beskrevs av Forbes 1942. Dircenna chloromeli ingår i släktet Dircenna och familjen praktfjärilar. Inga underarter finns listade i Catalogue of Life.